# قاعدة جلال آباد
قاعدة جلال آباد (بالإنجليزية: Forward Operating Base Fenty)‏ أو (J-Abad Base) كانت قاعدة عسكرية تابعة لجيش الولايات المتحدة مبنية حول مطار مطار جلال آباد المُصنَّف كمطار عمليات أمامية (FOB). كانت تحت قيادة أفغانستان والأمم المتحدة وتُستخدم لأغراض أمنية وخاصة.